# Bindingsangst
Bindingsangst is een begrip uit de psychologie. Het duidt het gevoel of gedrag aan dat iemands vrijheid verdwijnt zodra een relatie wordt aangegaan. Iemand met bindingsangst heeft daardoor meestal problemen met intimiteit. 
Kenmerken van bindingsangst zijn:
- Personen hebben over het algemeen korte relaties
- Personen twijfelen of hun partner wel de ware is
- Personen geven hun geliefde het gevoel dat hij of zij te veel aandacht vraagt
- Personen brengen veel meer tijd door met hun vrienden dan met hun geliefde

Mensen met bindingsangst zijn huiverig voor samenwonen, huwelijk en relaties.
De oorzaken van bindingsangst kunnen liggen in de jeugd, trauma's opgelopen tijdens het leven, opvoeding of genetisch bepaald zijn.

## Kritiek
Er is ook kritiek op het concept van bindingsangst. Naar aanleiding daarvan schreef de Harvard psychologe Deborah DePaulo boeken, waaronder Singleism, die ingaan op de stigmatisering van vrijgezelle personen. 
Ook wordt er onvoldoende ingegaan op individuele motieven om geen vaste relatie of huwelijk aan te gaan. Zo zijn er mensen die zichzelf identificeren als aromantisch en/of aseksueel. 
De mannenbeweging benoemt dat de keuze om niet te trouwen economische redenen kan hebben en dat het huidige aantal echtscheidingen hoog is.